# Liste der Kulturgüter in Ascona
Die Liste der Kulturgüter in Ascona enthält alle Objekte in der Gemeinde Ascona im Kanton Tessin, die gemäss der Haager Konvention zum Schutz von Kulturgut bei bewaffneten Konflikten, dem Bundesgesetz vom 20. Juni 2014 über den Schutz der Kulturgüter bei bewaffneten Konflikten sowie der Verordnung vom 29. Oktober 2014 über den Schutz der Kulturgüter bei bewaffneten Konflikten unter Schutz stehen.
Objekte der Kategorien A und B sind vollständig in der Liste enthalten, Objekte der Kategorie C fehlen zurzeit (Stand: 1. Januar 2023).

## Kulturgüter
| Foto | | Objekt | Kat. | Typ | Standort                                        | Beschreibung |
| --- | -------------------------------------------------------------------------------------------------- | --- | ---- | --- | ----------------------------------------------- | --- |
| ja | Datei hochladen · Wikidata zu Casa Serodine (Q1046436)                                             | Casa Serodine KGS-Nr.: 05248 | A    | G   | Piazzetta San Pietro 4 702680 / 112342          | |
| ja | Datei hochladen · Wikidata zu Pfarrkirche SS. Pietro e Paolo (Q3668343)                            | Pfarrkirche Santi Pietro e Paolo / Chiesa parrocchiale dei Santi Pietro e Paolo KGS-Nr.: 05249                                                                                     | A    | G   | Piazzetta San Pietro 145a.99 702677 / 112369    | |
| ja | Datei hochladen · Wikidata zu Kirche Santa Maria della Misericordia und Collegio Papio (Q18019505) | Kirche Santa Maria della Misericordia und Collegio Papio / Chiesa di Santa Maria della Misericordia e Collegio Papio KGS-Nr.: 05250                                                | A    | G   | Via delle Cappelle 1 702915 / 112394            | |
| [[Vorlage:Bilderwunsch/code!/O:Liste der Kulturgüter in Ascona!/C:46.15637,8.74947!/D:Balladrum, eisenzeitliche und mittelalterliche Siedlung / Balladrum, insediamento dell’età del ferro e medievale!/\|BW]] | Datei hochladen · Wikidata zu Balladrum, eisenzeitliche und mittelalterliche Siedlung (Q29526985)  | Balladrum, eisenzeitliche und mittelalterliche Siedlung / Balladrum, insediamento dell’età del ferro e medievale KGS-Nr.: 05251                                                    | A    | F   | 701260 / 112500                                 | |
| BW | Datei hochladen                                                                                    | San Michele, mittelalterliche Burgruine und neolithisch-eisenzeitliche Siedlung / San Michele, ruderi del castello medievale e insediamento neolitico-età del ferro KGS-Nr.: 05253 | A    | F   | Via San Michele 702365 / 112230                 | |
| ja | Datei hochladen · Wikidata zu Museum Epper (Q3747181)                                              | Museo Epper KGS-Nr.: 08628 | A    | S   | Via Albarelle 14 703122 / 111925                | |
| ja | Datei hochladen · Wikidata zu Casa Anatta (Q43269234)                                              | Monte Verità, Museumsrundgang / Percorso museale Monte Verità KGS-Nr.: 08634 | A    | S   | Via Collina 78 702290 / 112758                  | |
| BW | Datei hochladen                                                                                    | Casa Tuia KGS-Nr.: 09135 | A    | G   | Strada del Roccolo 11 702671 / 112849           | Architekt: Richard Neutra mit Christian Trippel, Baujahr 1961                                                                     |
| BW | Datei hochladen                                                                                    | Casa Koerfer KGS-Nr.: 09136 | A    | G   | Via Emilio Ludwig (24) 701053 / 112075          | Architekt: Marcel Breuer, Gartenarchitekt: Roland Weber, erbaut 1963–1967                                                         |
| ja | Datei hochladen · Wikidata zu Teatro San Materno (Q56876695)                                       | Teatro San Materno KGS-Nr.: 09389 | A    | G   | Via Losone 3 703126 / 113073                    | |
| ja | Datei hochladen · Wikidata zu Albergo Monte Verità (Q47068110)                                     | Monte Verità: Hotel, Park, Häuser / Monte Verità: Albergo, parco e case KGS-Nr.: 10262                                                                                             | A    | G   | Via Collina 84 702295 / 112758                  | |
| BW | Datei hochladen                                                                                    | San Materno, mittelalterliche Burgruine / San Materno, ruderi del castello medievale KGS-Nr.: 16517                                                                                | A    | F   | Via Losone 703192 / 113095                      | |
| BW | Datei hochladen                                                                                    | Ghiriglioni, mittelalterliche Burgruine / Ghiriglioni, ruderi del castello medievale KGS-Nr.: 00618                                                                                | B    | F   | 702960 / 112150                                 | |
| ja | Datei hochladen · Wikidata zu Madonna della Fontana Church (Q3668985)                              | Kirche Madonna della Fontana / Chiesa della Madonna della Fontana KGS-Nr.: 05252                                                                                                   | B    | G   | Strada Madonna della Fontana 15 702388 / 113046 | |
| ja | Datei hochladen · Wikidata zu Neogotische Villa San Materno mit Oratorium und Burg (Q29883874)     | Neogotische Villa San Materno mit Oratorium und Burg / Villa neogotica San Materno contenente l’oratorio KGS-Nr.: 05255                                                            | B    | G   | Via Losone 10 703185 / 113082                   | |
| ja | Datei hochladen · Wikidata zu Museum der modernen Kunst der Gemeinde Ascona (Q18019535)            | Gemeindemuseum für Kunst / Museo comunale d’arte KGS-Nr.: 08640 | B    | S   | Via Borgo 34 702630 / 112448                    | Dauerausstellung mit Werken der russischen Künstlerin Marianne von Werefkin (1860–1938) und Sitz der Fondazione Marianne Werefkin |
| ja | Datei hochladen · Wikidata zu Oratorium Santi Fabiano e Sebastiano (Q29883873)                     | Oratorium Santi Fabiano e Sebastiano / Oratorio dei Santi Fabiano e Sebastiano KGS-Nr.: 11912                                                                                      | B    | G   | Via delle Cappelle 702834 / 112325              | |